# Újárkos
Újárkos (Iercoșeni) település Romániában, a Partiumban, Arad megyében.

## Fekvése
Pankotától és Seléndtől keletre, egy erdőkkel körülvett mély völgyben fekvő település. A falu házai szétszórtan állanak. 

## Története
Újárkos nevét 1477-ben említette először oklevél Aroky néven. 1483-ban Arky, 1747-ben Jarkos, 1808-ban Járkos ~ Árkos, 1888-ban Járkos, 1913-ban Újárkos néven írták.
A falu birtokosai 1553-ban a Losonczyak, majd 1732-ben Raynald modenai herceg és a Szentviszlói Desseő-nemzetség voltak.
Lakossága földműveléssel állattenyésztéssel és erdei munkával foglalkozott, régebben faszerszámokat is készítettek és kereskedtek vele. 
1910-ben 594 lakosából 437 román, 130 magyar, 19 német volt. Ebből 444 görögkeleti ortodox, 119 római katolikus, 20 református volt.
A trianoni békeszerződés előtt Arad vármegye Tornovai járásához tartozott.

## Nevezetességek
Nevezetességei közé tartozik az erdőn keresztülmenő Traján sánca; Kornis-völgye és Kornis-kútja, melyekről a hagyomány azt tartja, hogy azok Dézna vára örökös urának, Kornis Zsigmondnak, birtokai voltak, aki méneseit itt tartotta. A Dimpul de Comără nevű halomról a nép azt regéli, hogy Szalonta lakói, a török elől menekülve, kincseiket e halom alá rejtették el.